# Esclavitud en la Antigua Grecia

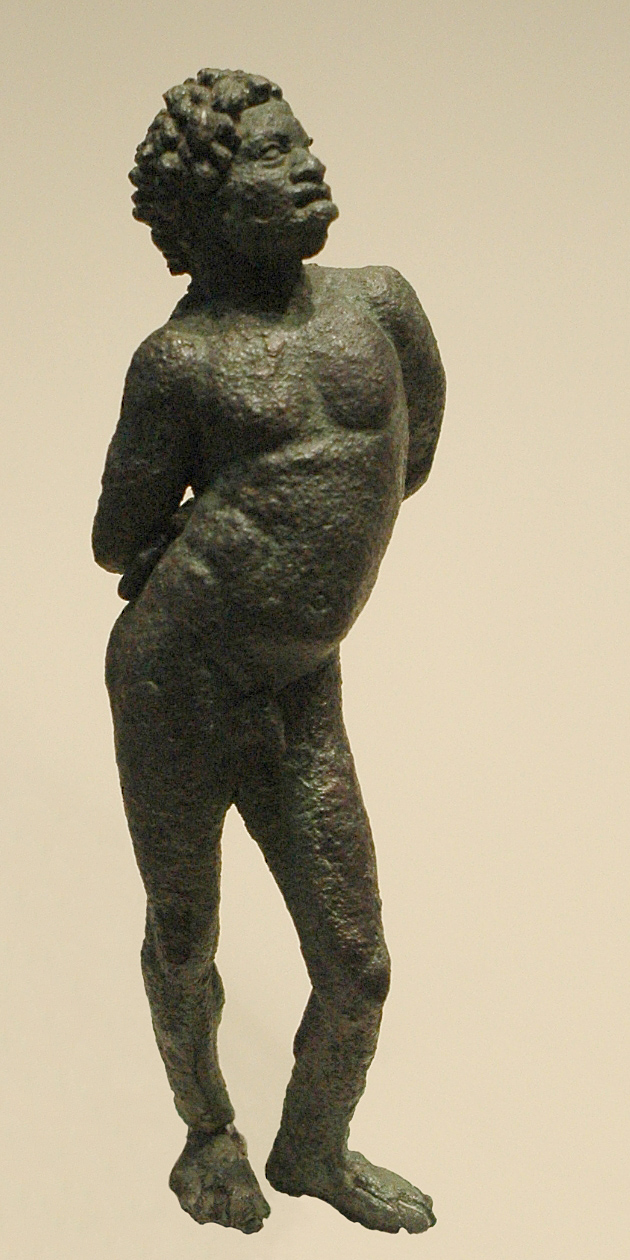
Esclavo negro con las manos atadas, Dinastía Ptolemaica, Museo del Louvre.

La esclavitud en la antigua Grecia fue un componente esencial en el desarrollo económico y/o social del mundo griego de la Antigüedad, y estuvo vigente a lo largo de su historia. Los griegos consideraron la esclavitud no solo como una realidad indispensable, sino también como un hecho natural; incluso los estoicos, en general, o los primeros cristianos, no la cuestionaron. La mayoría de los escritores antiguos entendían que la esclavitud no era tan solo un fenómeno natural, sino también necesario. No obstante, también aparecieron algunos debates aislados que levantaron el "grito en el cielo", como se observa en los diálogos socráticos, o algunos estoicos que expresaron la primera condena de la esclavitud de la que se tiene un registro histórico.
De acuerdo con la historiografía moderna, este artículo solo trata de los esclavos-mercancía (forma calificada como esclavos enseres por los autores anglosajones) no de grupos dependientes como el penestes de Tesalia, los hilotas de Esparta ni tampoco los clarotas de Creta cuya posición era compleja, cercana a la de servidumbre del Medioevo. Un esclavo-mercancía es un individuo privado de libertad y sujeto a la voluntad de un propietario que puede comprarlo, venderlo o alquilarlo, como un bien.
La esclavitud en la antigua Grecia plantea problemas importantes a los estudiosos, ya que la documentación es dispar y muy fragmentaria, concentrada sobre la ciudad de Atenas. Ningún tratado se refiere específicamente al tema y a menudo la misma terminología es vaga. Los argumentos judiciales del siglo IV a. C. no se interesan por el esclavo más que como fuente de ingresos. La comedia describe a esclavos de comedia; la tragedia menciona a esclavos de tragedia. Es difícil distinguir con certeza a un esclavo de un artesano en la producción iconográfica o entre las estelas funerarias. Actualmente, la esclavitud griega es objeto de debates historiográficos y, en particular, el debate se centra alrededor de dos cuestiones: si se puede decir que la sociedad griega era esclavista, y, la segunda, si los esclavos griegos formaban una clase social.

## Terminología
El griego antiguo posee un gran número de palabras para designar al esclavo, muchas de las cuales necesitan un contexto para evitar toda ambigüedad. En la lengua homérica, el esclavo es llamado δμώς/dmôs. Durante la época clásica, se lo llama ἀνδράποδον/andrápodon (literalmente "que tiene pies de hombre", en oposición con τετράποδον/tetrápodon, o cuadrúpedo, es decir, ganado). En un contexto militar, el término designa a un prisionero que forma parte del botín, es decir, un bien. La palabra más corriente δοῦλος/doûlos (que se deriva seguramente de doero del micénico), empleado en comparación con el hombre libre (ἐλεύθερος/eleútheros) y más concretamente al ciudadano (πολίτης/polítês). El δουλεῖα/douleia designa el certificado de sumisión del esclavo a su amo, y también el de los niños con relación a su padre o de los ciudadanos a los magistrados. Por último, se emplea también el término οἰκέτης/oikétês: literalmente, "aquél que vive en la casa", que por extensión, designa al "criado". Los otros términos utilizados son mucho menos precisos y requieren de un contexto:
- θεράπων/therápôn: en la obra de Homero designa al escudero (Patroclo es así el terapón  de Aquiles[14] y Meríones el de Idomeneo[15]); en la época clásica, designa al criado.[16]
- ἀκόλουθος/akólouthos, literalmente, el que «sigue» al "escolta".[17]
- παῖς/pais, literalmente el "niño",[18] uso emparentado con el de "boy".[19]
- σῶμα/sôma, literalmente "cuerpo", empleado en el contexto de la liberación de un esclavo.[20]

## Orígenes de la esclavitud

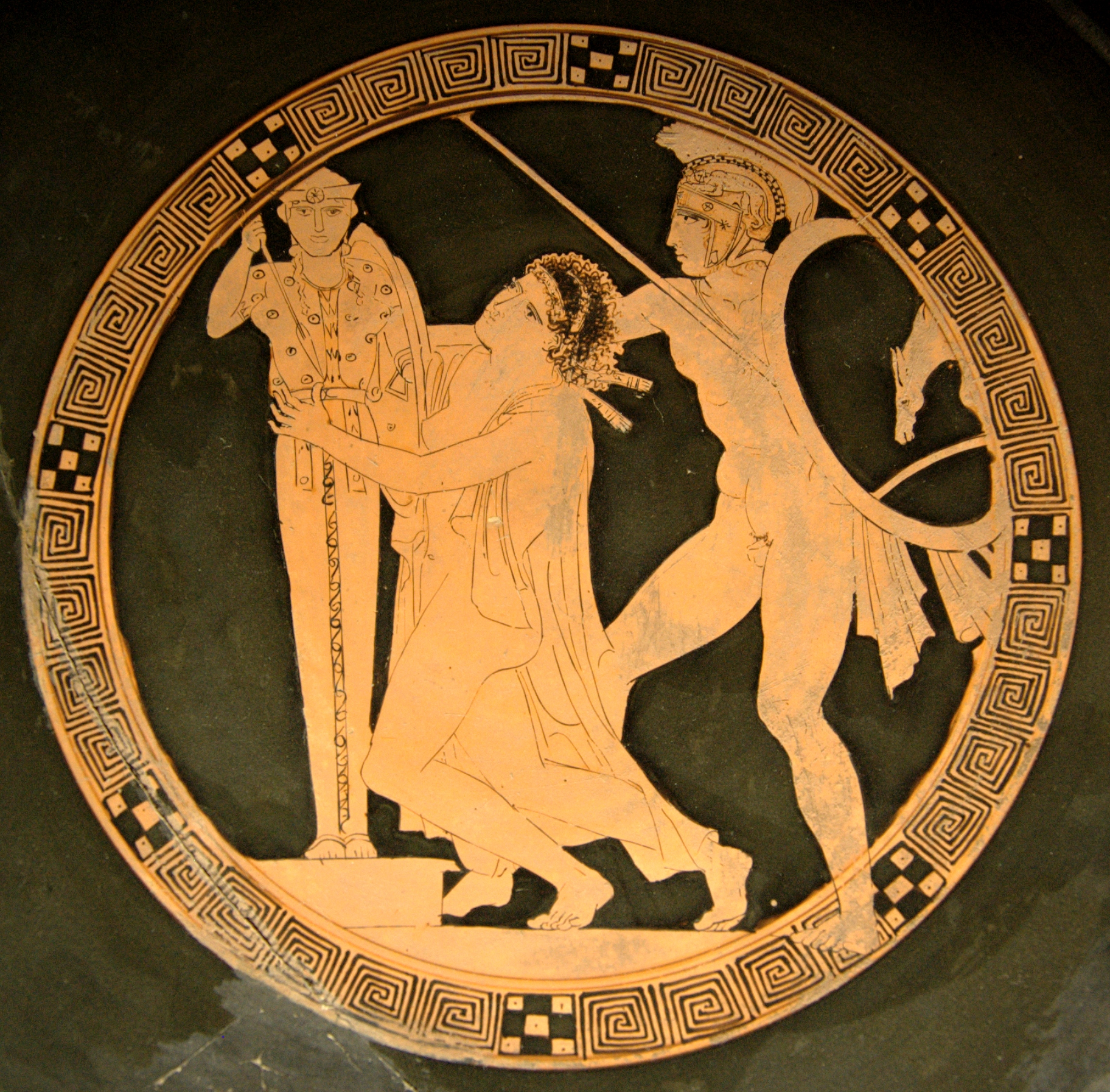
Mujeres como botín de guerra: Áyax el Menor, tomando a Casandra; kílix de cerámica de figuras rojas del pintor de Codro (ca. 440 a. C.-430 a. C., Museo del Louvre).

No quedan dudas de la presencia de esclavos (doeroi) durante la civilización micénica. Según las tablillas de Pilos, se puede identificar con certeza a 140 doeroi. Se pueden distinguir dos categorías jurídicas: los esclavos "simples" y los "esclavos del dios" (teojo doero), que probablemente era Poseidón. Los esclavos del dios siempre se mencionaban por su nombre y por el lugar de origen, y su condición jurídica era similar a la de hombres libres. La naturaleza y el origen de su vínculo con la divinidad no quedaba clara. Algunos de ellos, como lo prueba su nombre (asociado a sus etnias de Citera, Quíos, Lemnos y Halicarnaso), fueron reducidos a la esclavitud probablemente por piratas. Las tablillas ponen de manifiesto que las uniones entre esclavos y no esclavos no eran raras, que los esclavos podían ser artesanos independientes y que podían poseer un lote de tierra. De hecho, parece que la división principal en la civilización micénica no pasa entre libres y no libres, sino entre dependientes del palacio y no dependientes.
En Homero, dónde las estructuras sociales reflejan la situación de los siglos llamados oscuros, no se observa ninguna continuidad con la época micénica. Incluso la terminología cambia: el esclavo es demos y no doero. Tanto en la Ilíada como en la Odisea, los esclavos son principalmente mujeres, tomadas como botín de guerra mientras que los hombres son secuestrados para pedir rescate o matados en el campo de batalla. Las esclavas son sirvientes, a veces concubinas. Existen también algunos esclavos masculinos, sobre todo en la Odisea, entre ellos el criador de cerdos Eumeo. El esclavo tiene la particularidad de ser miembro totalmente del oikos (unidad familiar). El término demos no es peyorativo y Eumeo, el "divino" criador de cerdos, es tratado con los mismos epítetos homéricos que los héroes griegos. A pesar de todo, la esclavitud sigue siendo una condición inferior. El mismo Eumeo declara que "Zeus le quita la mitad del valor a un hombre cuando lo convierte en esclavo".
En la época arcaica, es difícil determinar cuando nace la esclavitud-mercantil. En los Trabajos y días (siglo VIII a. C.), todo indica que Hesíodo posee varios demos cuyo estatuto no queda claro. La presencia de douloi es mencionada por los poetas líricos como Arquíloco o Teognis de Megara. Según la tradición, el código de Dracón (620 a. C.) sobre el homicidio habría mencionado esclavos. Según Plutarco, Solón (594 a. C.-593 a. C.) habría prohibido a los esclavos la práctica de la gimnasia y la pederastia. A partir de esta época, las menciones se multiplican. Cuando Solón sienta las bases de la democracia ateniense se oficializa la esclavitud. Moses Finley observa también que Quíos, que según Teopompo fue la primera polis en la que se practicó el comercio de esclavos, pasa también durante el siglo VI a. C. por una democratización precoz y concluye que, “uno de los aspectos de la historia griega, es el avance a la par de la libertad y de la esclavitud”.

## Función económica

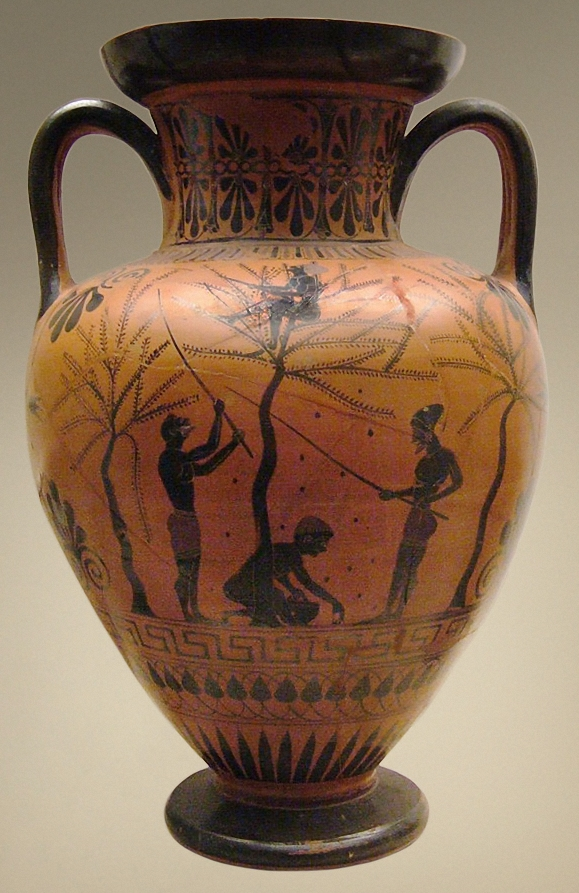
La agricultura era la actividad principal en el uso de los esclavos, Museo Británico.

No existen actividades para esclavos propiamente dichas: cualquier actividad puede ser llevada a cabo por un esclavo, si se excluye la política entre estas. Para los griegos era la única actividad digna de un ciudadano, mientras que las demás debían delegarse en la medida de lo posible a los no-ciudadanos.
La principal actividad en la que se los utilizaba era la agricultura, fundamental en la economía griega. Algunos pequeños propietarios podían tener uno o dos esclavos propios. Testimonio de ello es una abundante literatura compuesta de manuales para terratenientes (como el Económico de Jenofonte o el del Pseudo-Aristóteles). El grado en que los esclavos eran utilizados como mano de obra en la agricultura está en disputa. Se recurría a la mano de obra servil en cuanto la explotación superaba la célula familiar. En las grandes posesiones, los intendentes solían ser esclavos. Sin embargo, no existe en Grecia la inmensa población de esclavos de los latifundios romanos.
En las minas y canteras, el trabajo de los esclavos no es el más importante. Aunque se encuentra en ellas una importante población de estos, con frecuencia eran alquilados por particulares ricos. Así, el estratego Nicias alquiló un millar de esclavos a las minas de plata del monte Laurion, en la región de Ática, Hipónico 600 y Filómides, 300. Jenofonte (Sobre los ingresos) indica que proporcionan un óbolo por esclavo y día, lo que supone 60 dracmas anuales. Era una de las inversiones más apreciadas por los atenienses. Jenofonte calcula que unos 30 000 esclavos trabajaban en las minas del monte Laurion o en los molinos contiguos de transformación del mineral. Incluso propone que la ciudad se dote de una importante población de esclavos pertenecientes al Estado, que estima en tres por ciudadano, cuyo alquiler aseguraría el mantenimiento de todos los ciudadanos.
También eran utilizados en la artesanía. Del mismo modo que sucedía en la agricultura, se recurre a ellos en cuanto la actividad supera a la familia. Sin embargo, la proporción de mano de obra esclava es mucho más importante en los talleres. La fábrica de escudos de Lisias daba trabajo a 120 esclavos y el padre de Demóstenes, contaba con 32 cuchilleros y 20 fabricantes de camas.
Por último, también se utilizaban en las casas. El criado tenía como labor sustituir al dueño de la casa en su trabajo y acompañarlo en los trayectos y viajes. En tiempos de guerra, servía de escudero para el hoplita. La mujer esclava, por su parte, se ocupaba de las tareas domésticas, en especial de la elaboración del pan y de la fabricación de tejidos. Solo las familias más pobres carecían de esclavo doméstico.

## Demografía

### Población

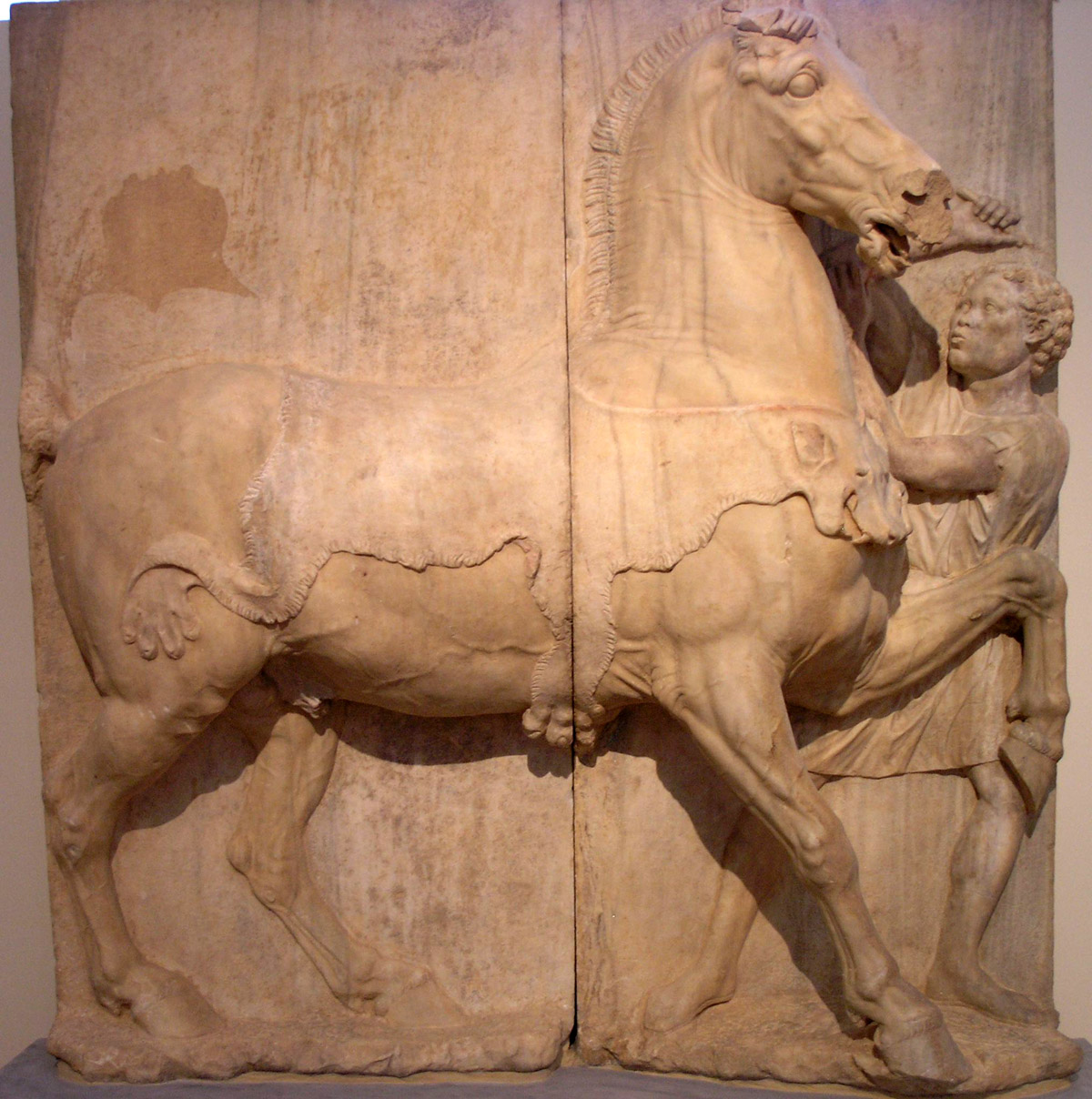
Esclavo etíope intentando amaestrar un caballo, fecha desconocida, Museo Arqueológico Nacional de Atenas.

Es difícil calcular el número de esclavos de la Antigua Grecia, a falta de censos precisos y a causa de los muchos cambios habidos en distintas épocas. Cierto es, que Atenas poseía la población global más importante, acaso hasta 80 000 en los siglos VI y V a. C., a razón de unos tres o cuatro esclavos por trabajo. En el siglo V a. C. Tucídides evoca sin pesar la deserción de 20 000 esclavos en el curso de la guerra de Decelia, en su mayor parte artesanos. 
El cómputo más bajo estima su número en 20 000 en los tiempos de Demóstenes y corresponde a un esclavo por trabajo. Entre el 317 y el 307 a. C., el tirano Demetrio de Falero ordenó un censo general del Ática que aporta las cifras siguientes: 21 000 ciudadanos, 10 000 metecos y 400 000 esclavos. El orador Hipérides, en su discurso Contra Aristogitón, evoca el proyecto de enrolar a 150 000 esclavos (hombres en edad de portar las armas) después de la derrota griega de Queronea (338 a. C.), lo que concuerda con la cifra de Ateneo.
En la literatura, parece que la gran mayoría de los atenienses posee al menos un esclavo: Aristófanes en su Pluto habla de ciudadanos pobres propietarios de numerosos esclavos. Aristóteles definió una casa como poseedora de hombres libres y de esclavos. Inversamente, no poseer esclavos, es un signo claro de pobreza. Así, en el célebre discurso de Lisias Sobre el inválido un enfermo protesta de lo siguiente: «Lo que saco de mi oficio es poca cosa; me apena ejercerlo yo mismo y no tengo forma de comprar un esclavo que me sustituya.» Sin embargo, las inmensas poblaciones de esclavos de los romanos son desconocidas para los griegos. Cuando Ateneo cita el caso de Mnasón, amigo de Aristóteles y propietario de mil esclavos, esto parece excepcional. Platón (propietario él mismo de cinco esclavos en el momento de su muerte), cuando evoca a personas muy pudientes, se contenta con atribuirles cincuenta esclavos.
En términos de densidad, Tucídides estima que la isla de Quíos es el territorio griego que posee proporcionalmente un mayor número de esclavos.

### Redes de aprovisionamiento
Existen tres redes de aprovisionamiento principales de esclavos: la guerra, la piratería (marítima) o bandolerismo (terrestre), y el comercio internacional.

#### La guerra
En el derecho de guerra antiguo, el vencedor posee todos los derechos sobre el vencido, haya combatido o no. La esclavitud, sin ser sistemática, es práctica corriente. Así, Tucídides (VI, 62 y VII, 13) evoca los 7 000 habitantes de Hícara, en Sicilia, hechos prisioneros por Nicias y vendidos enseguida (por 120 talentos) en la ciudad vecina de Catania. Incluso, en 348 a. C., la población de Olinto es reducida a esclavitud; la de Tebas lo será en 335 a. C. por Alejandro Magno y la de Mantinea en 223 a. C. por la Liga Aquea.
La existencia de esclavos griegos es una fuente de molestias constante para los griegos libres. También la esclavitud de ciudades es una práctica muy discutida. Algunos generales la rechazan, así los espartiatas Agesilao II o Calicrátidas. Algunas ciudades aprueban acuerdos prohibiendo la práctica: así, a mediados del siglo III a. C., Mileto conviene no reducir a ningún habitante libre de Cnosos a esclavitud, y recíprocamente. La liberación de una ciudad entera reducida a esclavitud aporta un gran prestigio: así Casandro de Macedonia, en 316 a. C., restaura la ciudad de Tebas. Antes de él, Filipo II de Macedonia había reducido a esclavitud la ciudad de Estagira.

#### La piratería
La guerra proporciona contingentes importantes y regulares de esclavos griegos. La importancia de la piratería (marítima) y el bandolerismo (terrestre) varía según las época y las regiones. Piratas y bandoleros piden un rescate cuando su presa es de calidad. Cuando no es pagado, o si el prisionero no es rescatado, es vendido a un traficante. Así, ningún hombre libre está a salvo de caer en esclavitud. En algunas regiones, la piratería o el bandolerismo son verdaderas especialidades nacionales, que Tucídides califica de vida «a la manera antigua»: es el caso de Acarnania, de Creta o Etolia. Fuera de Grecia, es el caso de los ilirios, de los fenicios y etruscos. En el período helenístico se añaden los cilicios y los pueblos montañeses de la costa de Asia Menor. Estrabón explica la fama de la actividad de los cilicios por su rentabilidad: Delos, situada no lejos, permite «vender cotidianamente miríadas de esclavos». La creciente influencia del Imperio romano, gran demandador de esclavos, desarrolla el mercado y agrava la piratería. En el siglo I, los romanos intentaron aplastar la piratería, deseando explotar de manera diferente las nuevas provincias del Imperio.

#### El comercio
Por otra parte, existe un comercio de esclavos con los pueblos bárbaros vecinos: tracios, escitas, capadocios, paflagonios, etc. Los mecanismos son relativamente idénticos a los de la trata de negros: profesionales locales venden sus congéneres en los mercados de esclavos griegos. Los principales centros de comercio de esclavos parecen haber sido Éfeso, Bizancio o Tanais, en la desembocadura del río Don. Si algunos esclavos bárbaros son víctimas de guerra o de piratería local, otros son vendidos por sus parientes.
Existen pocos testimonios sobre el tráfico de esclavos, pero varios elementos lo atestiguan. Algunas nacionalidades están representadas de manera importante y constante entre la población servil, así como el cuerpo de arqueros escitas utilizado por Atenas como fuerza de policía (300 individuos al principio, cerca de un millar después). Los nombres atribuidos a los esclavos en las comedias tienen a menudo una connotación de lugar: así, «Tratta», utilizado por Aristófanes en Las avispas, Los acarnienses o en La paz significa simplemente «mujer tracia». En las épocas clásica y helenística, es el señor el que pone el nombre a su esclavo. Puede llevar el de su amo; un étnico, como el mencionado; un nombre de lugar (Asia, Carion, Lydos, etc.); un nombre, seguido de su patria de origen (Manes para un lidio, Midas para un frigio, etc.); un nombre de personaje histórico (Alejandro, Cleopatra, etc.). En resumen un esclavo puede llevar prácticamente cualquier nombre; solo los basados en nombres de países bárbaros están específicamente reservados a los esclavos.
La nacionalidad del esclavo era un criterio esencial para los compradores más importantes. Aconsejaba que en un mismo lugar no se habían de concentrarse demasiado esclavos del mismo origen, para limitar los riesgos de una revuelta. Es probable que, como los romanos, algunas nacionalidades fueran mejor valoradas como esclavos.
El precio de los esclavos varía en función de su competencia. Así, Jenofonte valora en 180 dracmas el precio de un minero de Laurion —en comparación, un obrero de grandes construcciones es pagado con un dracma diario— pero los cuchilleros del padre de Demóstenes valen 500 o 600 dracmas cada uno. El precio está también en función de la cantidad de esclavos disponibles a la venta: en el siglo IV a. C., son abundantes y, por tanto, baratos. En los mercados de esclavos, la ciudad cobraba un impuesto sobre el producto de la venta: en el santuario de Apolo en Accio, por ejemplo, la confederación de los acarnienses, que tiene a su cargo la logística de las festividades, percibe la mitad del impuesto, mientras que la ciudad de Anactorio, en cuyo territorio se halla el santuario, percibe la otra mitad c. 216 a. C. Se sabe, además, que el comprador se beneficiaba de una garantía contra los «vicios ocultos» del esclavo: si se comprobaba que estaba enfermo y el comprador no había sido advertido, podía anular la venta.

### El aumento natural

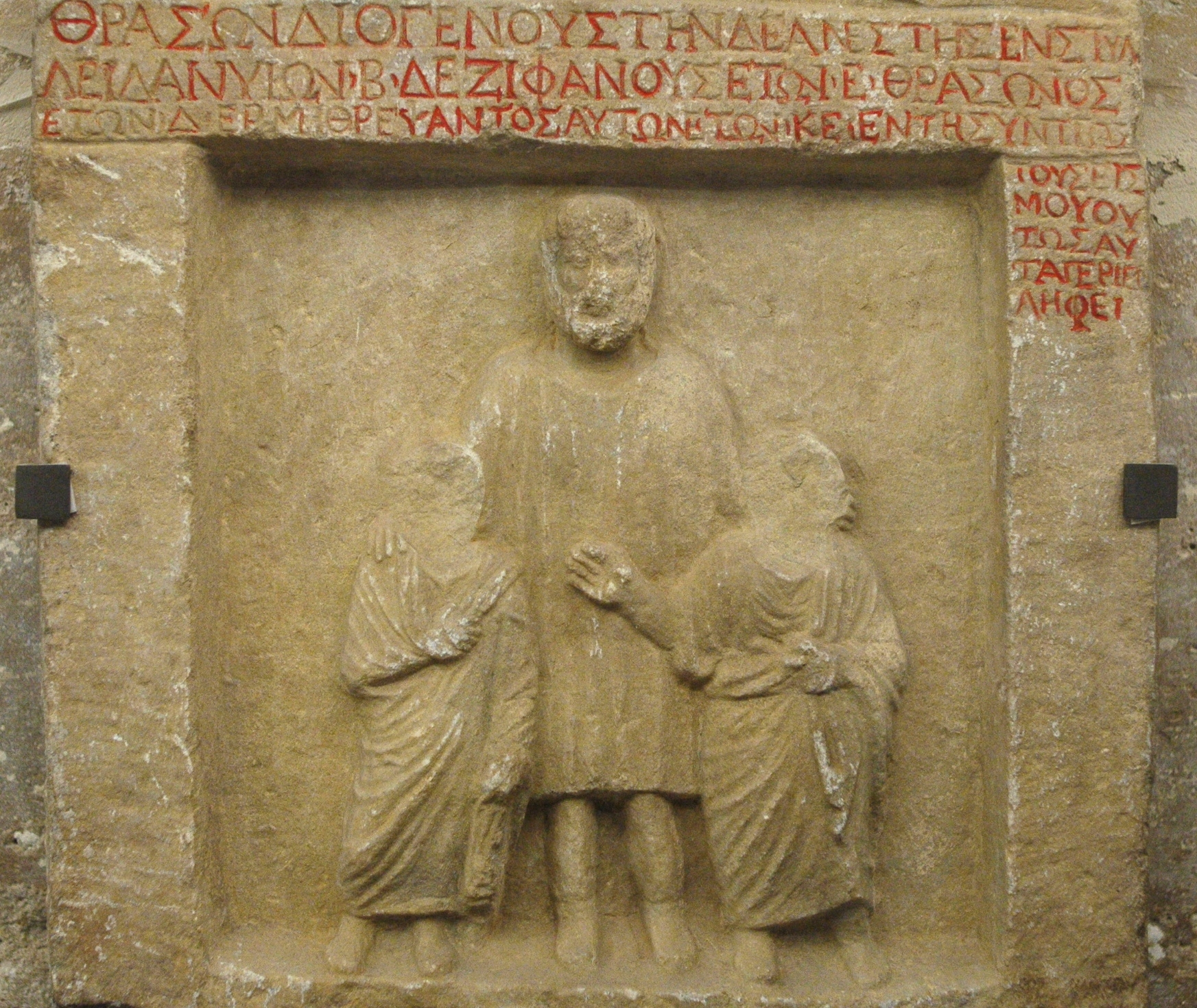
Estela funeraria de dos jóvenes y su pedagogo, muertos en un terremoto, Nicomedia,, museo del Louvre.

Curiosamente, parece que los griegos no practicaban la «cría» de los esclavos, al menos en la época clásica: la proporción de los nacidos en una casa parece bastante importante en el Egipto ptolemaico o en los actos de emancipación helenística de Delfos. A veces, la causa de ello es natural: en las minas solo trabaja personal masculino. Sin embargo, las mujeres esclavas son numerosas en el ámbito doméstico. El ejemplo de los negros en los Estados sudistas enseña, por otro lado, que una población servil puede reproducirse. Este punto queda pues relativamente inexplicado.
Jenofonte aconseja alojar a los esclavos hombres y mujeres separadamente. El Pseudo-Platón, en el Económico, considera la reproducción de los esclavos como un medio de presión disciplinar. La explicación es sin duda económica: es menos caro adquirir un esclavo que liberarlo. Además, el parto pone en peligro la vida de la madre esclava, y el bebé no tiene asegurado sobrevivir hasta la edad adulta.
Por otro lado, los esclavos nacidos en casa, minoritarios, constituyen a menudo una clase privilegiada. Se les confía, por ejemplo, el encargo de llevar los niños a la escuela: son los «pedagogos», en el sentido primero del término (cf. educación en la Antigua Grecia). Ocurre igualmente que estos esclavos fueran hijos del dueño: en la mayoría de las ciudades, sobre todo Atenas, el niño hereda el estatus de la madre.

## Estatus serviles

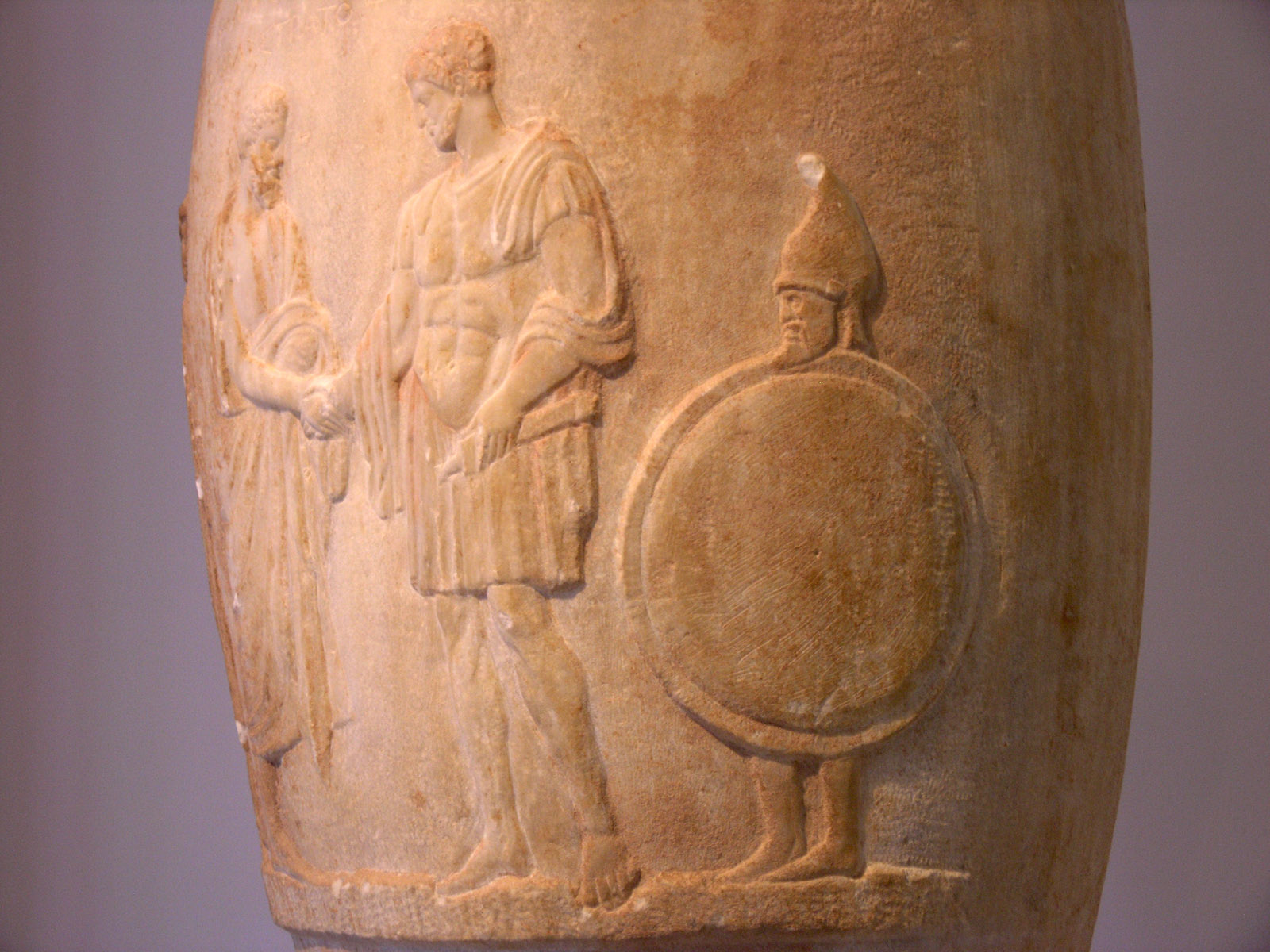
Lutróforo funerario, a la derecha un joven esclavo lleva el escudo y el casco de su amo, h. 380-370 a. C., Museo Arqueológico Nacional de Atenas.

La Antigua Grecia posee varios estatutos serviles. Más concretamente, existe una multitud de estatus que van del ciudadano libre al esclavo-mercancía, pasando por los esclavos-siervos (penestes o hilotas), los ciudadanos que han perdido la categoría, los libertos, los bastardos o los metecos. Moses Finley (1997) propone un esquema de lectura de los diferentes estatus:
- derecho a una forma de propiedad;
- poder sobre el trabajo de otro hombre;
- poder de castigar a otro hombre;
- derechos y deberes judiciales (posibilidad de ser arrestado y/o castigado arbitrariamente);
- derechos y privilegios familiares (matrimonio, herencia, etc.);
- posibilidad de movilidad social (emancipación);
- derechos y deberes religiosos;
- derechos y deberes militares (servir en el ejército como simple sirviente, soldado de infantería pesada o ligera, o como marino).

### Esclavos atenienses

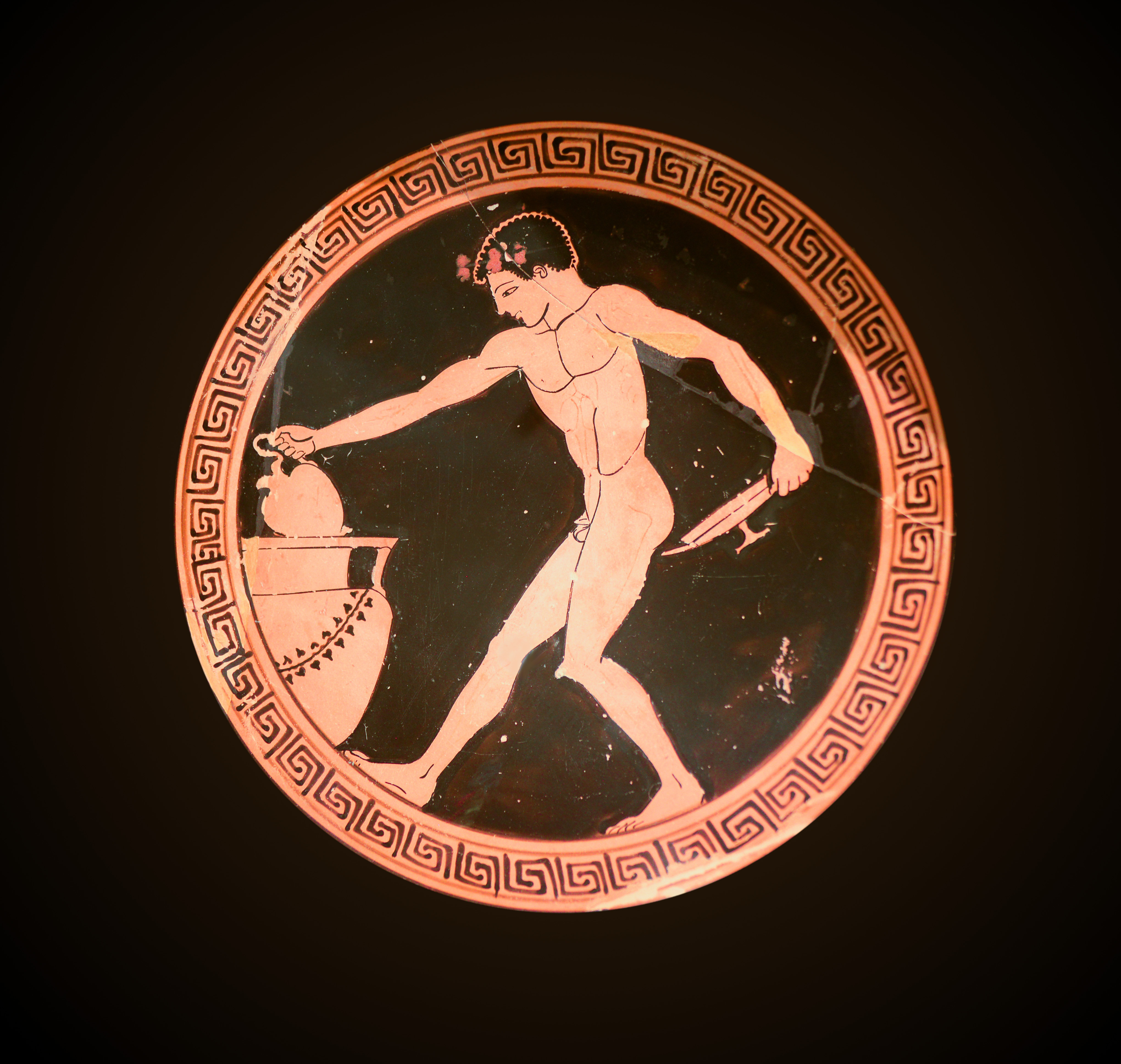
Esclavo sirviendo en un banquete (cerámica ática de finales del, Museo del Louvre)

En Atenas, los esclavos no tienen jurídicamente ningún derecho. Un delito merecedor de una multa para un hombre libre da lugar a golpes de látigo para el esclavo, aparentemente de un golpe por cada dracma. Con algunas excepciones, el testimonio de un esclavo no es admisible, salvo bajo tortura. El esclavo solo está protegido en el sentido en que, si alguien le maltrata, su amo puede intentar una acción por daños y perjuicios (griego), δίκη βλάϐης, dikê blabês). Inversamente, si su amo le maltrata en exceso, cualquier ciudadano puede perseguir a este último (griego antiguo γραφὴ ὕϐρεως, graphê hybreôs): no se trata de humanidad hacia el esclavo, sino de reprobación de toda forma de exceso (griego antiguo, ὕϐρις, hibris). En caso de muerte de un esclavo, el sospechoso es juzgado por el tribunal del Paladión, y no por el Areópago, y la pena prevista es el exilio, también para el homicida involuntario.

### Esclavos de Gortina
En Gortina, cuyo código grabado en piedra data del siglo VI a. C., el esclavo (doulos o oikeus) se halla en un estado de dependencia muy amplio. Así, sus hijos pertenecen a su amo; este es responsable de todos los delitos de su esclavo e inversamente, percibe las multas pagadas por otros por los delitos cometidos contra el suyo. En las leyes de Gortina, donde todas las penas son pecuniarias, un esclavo tiene los montantes duplicados cuando comete un crimen o un delito. Inversamente, un delito cometido contra un esclavo cuesta mucho menos caro que un delito cometido contra un hombre libre. Así, la violación de una mujer libre por un no libre está castigado con una multa de 200 estateros, mientras que la violación de una esclava no virgen por un no libre lleva aparejada una multa de solo un óbolo. El esclavo, sin embargo, tenía el derecho de poder poseer un domicilio y el correspondiente ganado, unas posesiones que podían ser transmitidas a sus descendientes, incluso los vestidos y objetos necesarios para el hogar. Su familia era reconocida por la ley y, de esta manera, podían contraer matrimonio, divorciarse, escribir un testamento y heredar, como lo hacía cualquier hombre libre.

### Un caso particular: la servidumbre.
Antes de la prohibición de Solón, Atenas practica la esclavitud por deudas: un ciudadano incapaz de pagar una deuda es sometido a su acreedor. Se trata principalmente de campesinos que alquilan tierras arrendadas a grandes propietarios terratenientes, incapaces de pagar sus arrendamientos. En teoría, el esclavizado por deudas es liberado cuando puede rembolsar su deuda inicial. El sistema, desarrollado con variantes en todo el Próximo Oriente y citado por la Biblia (Deuteronomio, 15, 12-17), parece haber sido formalizado en Atenas por el legislador Dracón.
Solón le pone fin mediante la seisákhtheia (en griego: σεισάχθεια), la liberación de las deudas, la interdicción de todo crédito garantizado sobre la persona del deudor y la prohibición de vender un ateniense libre, incluso a uno mismo. Aristóteles hace así hablar a Solón en su Constitución de los atenienses (XII, 4):

A muchos, hacia Atenas, su patria fundada por los dioses, traje que habían sido vendidos, unos sin justicia otros justamente(…) A los que aquí mismo en vergonzosa esclavitud estaban, temblorosos ante el semblante de sus dueños, los hice libres.

Aunque el vocabulario empleado sea el de la esclavitud «clásica», la esclavitud por deudas se diferencia en que el ateniense esclavizado sigue siendo ateniense, dependiente de otro ateniense, en su ciudad natal. Este aspecto explica la gran oleada de descontento del pueblo en el siglo VI a. C., que no entiende que se libere a todos los esclavos, sino solo a los esclavizados por deudas. En fin, la reforma de Solón deja subsistir una excepción en la prohibición de vender a un ateniense: el tutor de una mujer soltera que haya perdido su virginidad tiene derecho a venderla como esclava.

### La liberación
La práctica de la emancipación está atestiguada en Quíos desde el siglo VI a. C. Es probable que se remonte a la época arcaica y que se realizara por un procedimiento oral. Las liberaciones informales están atestiguadas en el período clásico: es suficiente llevarla a cabo con testigos, lo que lleva a los ciudadanos a liberar a su esclavo en plena representación teatral o en plena deliberación del tribunal. Será prohibida en Atenas a mediados del siglo VI a. C., para evitar disturbios en el orden público.
La práctica se convierte más corriente a partir del siglo IV a. C., y da lugar a actos grabados en piedra, que han sido hallados en santuarios como los de Delfos o Dodona. Datan principalmente del siglo II y del siglo II a. C., así como del siglo I. Existen casos de emancipación colectiva. Por ejemplo en Tasos, en el transcurso del siglo II, sin duda en periodo de guerra, para agradecer a los esclavos su fidelidad. Se trata en la mayoría de los casos de un acto voluntario por parte del amo — un hombre—, pero también, sobre todo a partir de la época helenística, una mujer. El esclavo no parece tener voz y las mujeres no parecen beneficiarse más que los hombres. El esclavo es a menudo rescatado, por un montante al menos equivalente a su valor comercial. Para hacerse, puede deducirse de su eventual peculio, contraer un préstamo amistoso (griego ἔρανος, eranos), o los amantes de una hetera se reúnen para ayudarla al rescate o la petición a su dueño. La emancipación tiene a menudo una naturaleza religiosa: o el esclavo es considerado vendido a la divinidad, a menudo a Apolo delfio, o es consagrado después de su emancipación. El templo percibe entonces una parte de la suma pagada en el rescate, y garantiza la validez del contrato. La emancipación puede ser también totalmente civil, en la que unos magistrados desempeñan el papel de la divinidad y perciben un impuesto.
La libertad ganada por el esclavo puede ser total o parcial, a elección del amo. En el primer caso, el liberto es protegido jurídicamente contra toda tentativa de reducirle de nuevo a la esclavitud, por ejemplo por parte de los herederos de su antiguo amo. En el segundo, el emancipado puede ser sometido a un cierto número de obligaciones con respecto a su antiguo dueño. El contrato más exigente, la paramonê, especie de servidumbre con una duración limitada (a menudo hasta la muerte del antiguo dueño) durante la cual el amo mantiene casi todos sus derechos sobre el liberado.
Respecto a la ciudad, el liberado está lejos de ser el igual de un ciudadano de nacimiento. Está sometido a toda clase de obligaciones de las que puede hacerse una idea a la vista de las que propone Platón en las Leyes (XI, 915 a-c): presentación tres veces al mes en el domicilio del antiguo dueño, interdicción de hacerse más rico que este último, etc. De hecho, el estatus del liberto se acerca al del meteco.

### ¿Esclavos en Esparta?
Los ciudadanos de Esparta disponían de ilotas, dependientes poseídos colectivamente por el Estado. Se ignora si también eran esclavos - mercancía. Los textos hacen mención de personajes liberados por espartiatas (la liberación estaba teóricamente prohibida para los ilotas) o vendidos al extranjero: es el caso del poeta Alcman, del también poeta Filóxeno de Citera, que habría sido reducido a esclavitud en la época de la conquista de su ciudad, y después revendido a un ateniense, de un cocinero espartano que habría sido vendido a Dionisio I o a un rey del Ponto. o de las famosas nodrizas espartanas, muy estimadas por los aristócratas atenienses.
Además, algunas menciones evocan, a propósito de Esparta, a los esclavos "e" ilotas, lo que tiende a sugerir que las dos poblaciones no coinciden. En el Primer Alcibíades, el pseudo-Platón, sobre el tema de la riqueza de los espartanos, cita a los esclavos y sobre todo a los ilotas»; Plutarco explica que las actividades domésticas son el ámbito «de los esclavos y los ilotas».
Definitivamente, el acuerdo de 404 a. C. que pone fin a la revuelta de Mesenia, estipula que los rebeldes refugiados en el Itome deben abandonar definitivamente el Peloponeso y precisa que cualquiera que sea apresado se convertirá en esclavo del que lo haya cogido. Evidentemente, la posesión privada de un esclavo no es por lo tanto ilegal.
La mayoría de los historiadores están de acuerdo en pensar que los esclavos - mercancía eran usados en Esparta, al menos después de la victoria de 404, pero eran poco numerosos y solo a disposición de las clases superiores. Como en las otras ciudades griegas, pueden ser adquiridos como botín o en el mercado. Definitivamente, si se admite que los periecos no pueden tener ilotas a su servicio, deben tener algunos esclavos.

## Condición de los esclavos

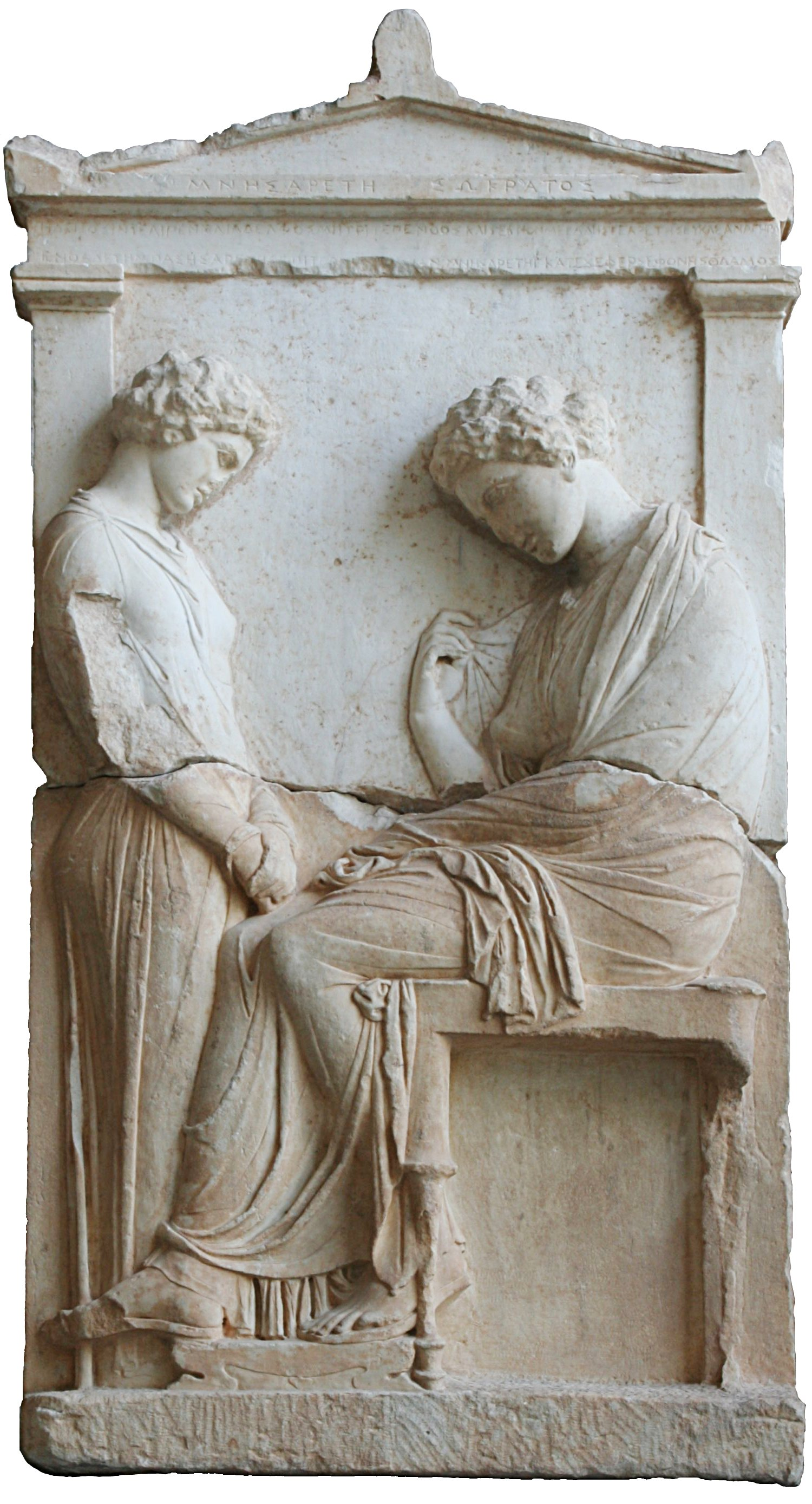
Estela funeraria: el esclavo es representado como un personaje de pequeño tamaño, cerca de su ama, Gliptoteca de Múnich.

Es difícil apreciar la condición de los esclavos griegos. Según el pseudo - Aristóteles (Económico, 1344 a 35), el día a día del esclavo se resume en tres palabras: trabajo, disciplina y comida. Jenofonte aconseja tratar a los esclavos como animales domésticos, es decir, castigarlos en caso de desobediencia y recompensarlos en caso de buena conducta (Económico, XIII, 6). Aristóteles, por su parte, prefiere tratarlos como a los niños, y recurrir a las órdenes , pero también a las recomendaciones, porque el esclavo después de todo es capaz de comprender las razones que se le dan (Política, I, 3, 14).
La literatura griega abunda en escenas de flagelación de esclavos: es un medio de presionar al esclavo para que trabaje, como para la concesión de comida, ropa o descansos. Esta violencia puede ser obra del amo, pero también del intendente, de hecho también un esclavo. Así, al principio de Los caballeros, Aristófanes presenta a «dos esclavos que se quejan de trabajar como burros y de las palizas que les inflige el nuevo intendente». Sin embargo, Aristófanes denuncia en La paz, (v. 743 - 749) lo que es la verdadera cantinela en la comedia griega:

«...puso fin [Heracles] a los esclavos que huían y engañaban y se dejaban pegar adrede, esos que metían en la obra siempre llorando y sólo para que el otro esclavo se burlara de sus golpes y luego preguntara: -desdichado, ¿qué te ha pasado en la piel? ¿Acaso un látigo te ha invadido los flancos con un gran ejército y te ha devastado la espalda?...»

De hecho, la condición de los esclavos varía mucho según su estatus: el esclavo minero de Laurion tiene condiciones de trabajo particularmente penosas, mientras que el esclavo de ciudad goza de una relativa independencia. Puede vivir y trabajar solo, mediante el pago de una renta (griego, ἀποφορά, apophorá) a su amo. Puede poner dinero para comprar su libertad. La emancipación es en efecto una potente palanca de motivación, de la que es difícil estimar la amplitud real. El pseudo-Jenofonte deplora la licencia en la cual viven los esclavos atenienses: «En cuanto a los esclavos y a los extranjeros, disfrutan en Atenas de una mayor licencia; no se tiene allí el derecho de golpearlos y el esclavo no se apartará a tu paso» (República de los atenienses, I, 10).
Este presunto buen trato no impidió que 20 000 esclavos atenienses huyeran al final de la guerra del Peloponeso, incitados por la guarnición espartana estacionada en el Ática, en Decelia. Sin embargo estos eran esencialmente esclavos artesanos cualificados, probablemente entre los mejores tratados. Inversamente, la ausencia de una gran revuelta de esclavos griegos, comparable por ejemplo con la de Espartaco en Roma, se explica sin duda por su relativa dispersión, impidiendo toda acción concertada de gran envergadura.

## Concepciones de la esclavitud griega

### Concepciones antiguas

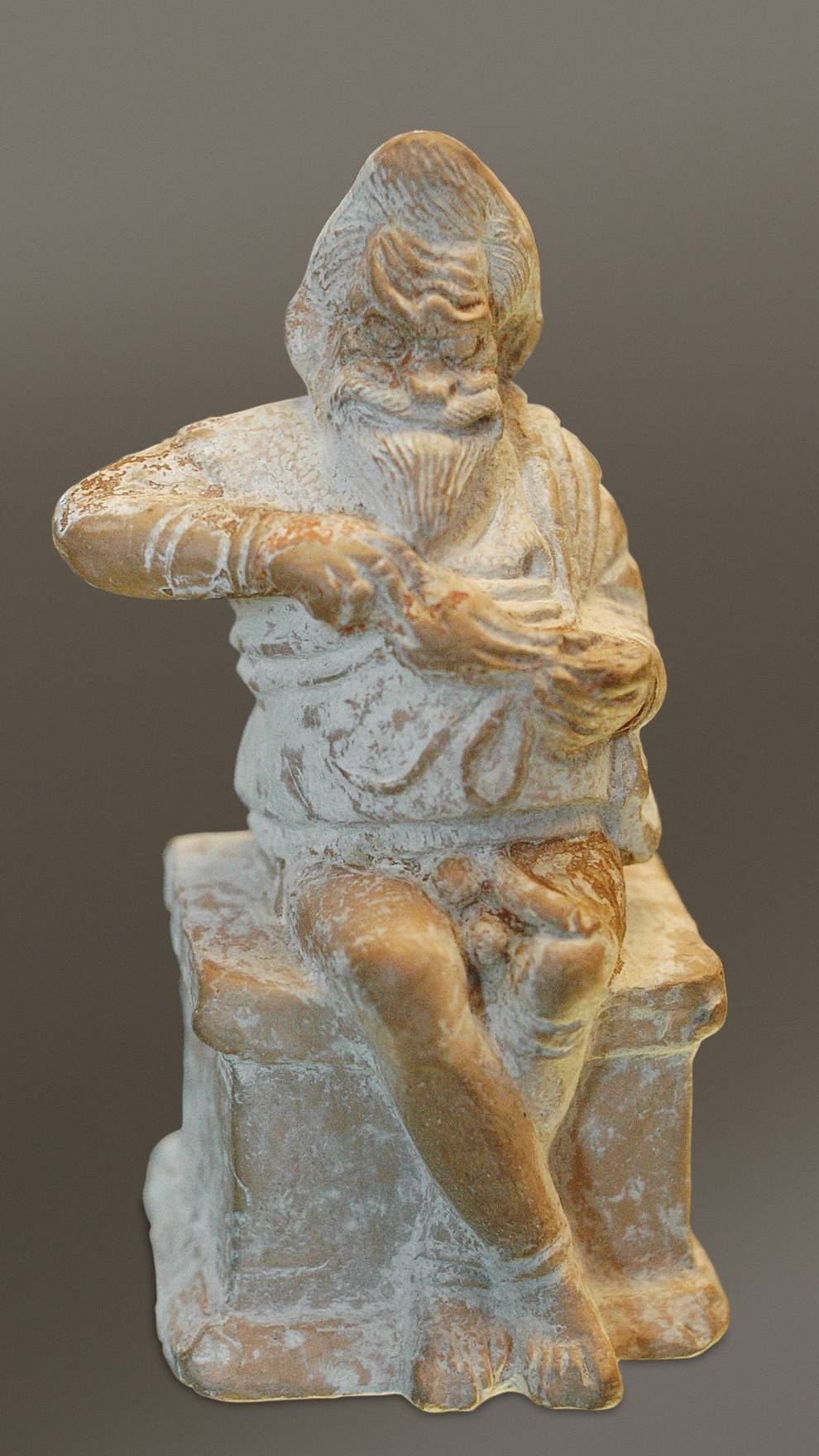
Esclavo de teatro sentado sobre un altar, vaciando el monedero que acaba de robar, h. 400-375 a. C., museo del Louvre.

Ningún escritor antiguo cuestiona la existencia de la esclavitud, aunque admiten que algunos esclavos lo son injustamente. Para Homero y los autores preclásicos, la esclavitud es una consecuencia inevitable de la guerra. Heráclito reconocía también que «el combate es el padre de todo, el rey de todo (...): vuelve a unos esclavos, a otros libres».
En la época clásica emerge la idea de la esclavitud «por naturaleza»; como si se tratase de algo económico: así, dice Esquilo que los griegos «no son ni esclavos, ni están sujetos a nadie», mientras que los persas, como lo resume Eurípides en Helena, «son todos esclavos, salvo uno, el Gran Rey». Esta idea latente es teorizada al final del siglo V a. C. por Hipócrates: según él, el clima moderado de Asia Menor produce hombres plácidos y sumisos. Esta explicación es retomada por Platón y Aristóteles en su Política, donde postula la teoría de la esclavitud por naturaleza: «El ser que, gracias a su inteligencia, es capaz de prever es gobernante por naturaleza; el ser que, gracias a su vigor corporal, es capaz de ejecutar es gobernado y por naturaleza esclavo». Contrariamente a los animales, el esclavo puede percibir la razón, pero está «completamente desprovisto de la facultad de deliberar». También condenaba la esclavitud injusta al señalar «Hay quienes tienen la opinión de que el poder del señor sobre el esclavo es cosa fuera de la naturaleza, porque es en virtud de una ley que este es esclavo y el otro libre; pero en cuanto a la naturaleza no difieren en nada y que por esto no es justa la esclavitud, pues es cosa forzosa y violenta». Platón, reducido a esclavitud y después rescatado por uno de sus amigos, da, al contrario, una condena explícita de la esclavitud en el Menón haciendo participar a un esclavo en la discusión filosófica. De ese modo, el estatus de él mismo como humano completo es reconocido, y el fundamento esencial de la esclavitud es desmentido.
Paralelamente los sofistas desarrollan la idea de que todos los hombres pertenecen a una misma raza, ya sean griegos o bárbaros, y que algunos hombres son esclavos aun cuando tengan el alma de un hombre libre, y recíprocamente. Aristóteles mismo reconoce esta posibilidad y argumenta que la esclavitud no puede ser impuesta, si el amo no es mejor que el esclavo, confirmando así su teoría de la esclavitud por naturaleza. Por su parte, los sofistas terminan por concluir que la verdadera esclavitud no está ligada al estatus sino al espíritu: así, dice Menandro, «sé libre de espíritu, aunque seas esclavo: entonces, no serás más esclavo» (fr. 857). Esta idea, retomada por los estoicos y los epicúreos, no está en absoluto en oposición al sistema de la esclavitud, sino que contribuye a banalizarla.
Incluso en la utopía, los griegos no llegar a pensar en la ausencia de esclavos. Las "ciudades ideales" de las "Leyes" o de "la república" piden su existencia. Las «ciudades invertidas» muestran a las mujeres en el poder o el final de la propiedad privada (Lisístrata, Las asambleístas), pero no a esclavos gobernando a los amos. Las únicas sociedades sin esclavos son las de la Edad de oro, donde la satisfacción de las necesidades no es un problema. En este género de sociedad, explica Platón que se cosecha con profusión sin sembrar. En los Anfictiones de Teleclides, el pan de cebada se bate con el pan de trigo para ser comido por los hombres. Mejor aún, los objetos se mueven por sí mismos: la harina se amasa a sí misma y la jarra vierte ella sola. La sociedad sin esclavos es relegada a un más allá cronológico o geográfico. En una sociedad normal, se tiene necesidad de esclavos.

### Concepciones modernas

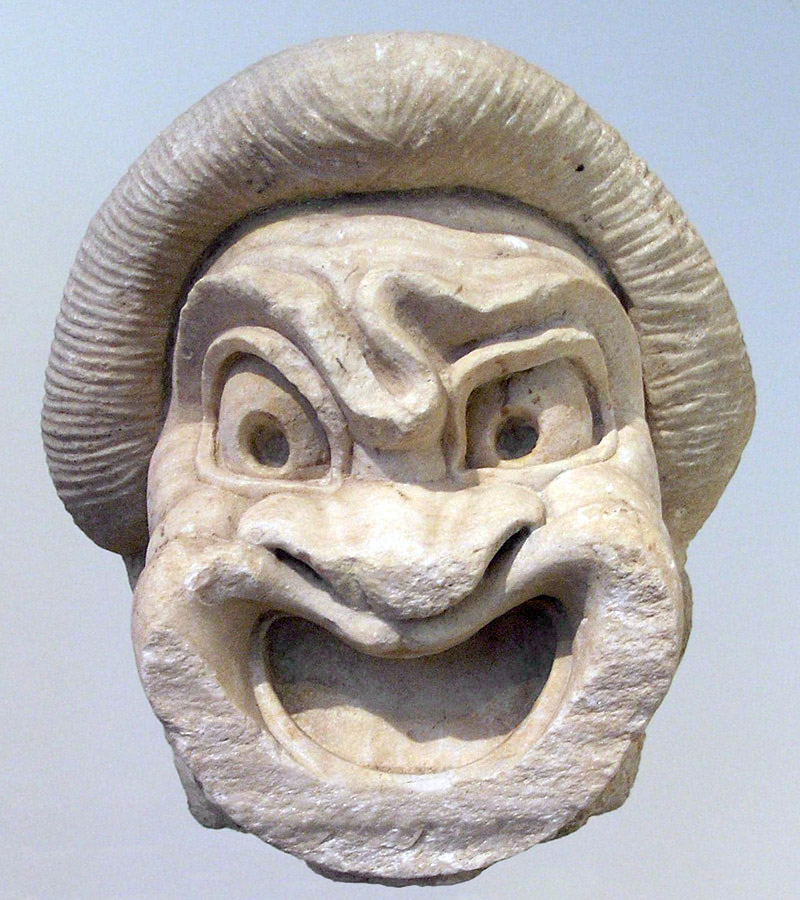
Máscara teatral perteneciente al tipo de primer esclavo de la Comedia Nueva,, Museo Arqueológico Nacional de Atenas.

Para los modernos, la esclavitud en Grecia es durante mucho tiempo objeto de un discurso apologético cristiano al que se atribuye la responsabilidad del fin del sistema. A partir del siglo XVI, el discurso sobre la esclavitud antigua deviene moralizador: debe ser interpretado a la luz de la esclavitud colonial: o los escritores alaban los méritos civilizadores, o denuncian los perjuicios. Así Henri-Alexandre Wallon publicó en 1847 una Histoire de l’esclavage dans l’Antiquité en el marco de su lucha por la abolición de la esclavitud en las colonias francesas.
En el siglo XIX emerge un discurso diferente, de tipo económico-político. Se trata de distinguir algunas fases en la organización de las sociedades humanas, y de interpretar correctamente el lugar que jugó la esclavitud griega. La influencia de Marx es aquí determinante: para él, la sociedad antigua está caracterizada por un auge de la propiedad privada y por el carácter dominante -y no secundario, como en otras sociedades precapitalistas- de la esclavitud como modo de producción.
Se opone pronto a la interpretación marxista la corriente positivista representada por el historiador Eduard Meyer (l’Esclavage dans l’Antiquité, 1898): según él, la esclavitud es el reverso de la democracia griega. Es pues un fenómeno jurídico y social, y no económico. Esta corriente historiográfica evoluciona en el siglo XX: dirigida por un autor como Joseph Vogt, que ve en la esclavitud la condición del desarrollo de la élite, de la clase de los ciudadanos. Inversamente, insiste sobre las posibilidades ofrecidas a los esclavos de agregarse a la élite. Estima que la sociedad moderna, fundada sobre valores humanistas, ha permitido dejar atrás este modo de desarrollo.
Hoy, la esclavitud griega es objeto de debates historiográficos, en particular sobre dos cuestiones: ¿se puede decir que la sociedad griega era esclavista? ¿Los esclavos griegos formaban una clase social?